# 特发性嗜睡症
特发性嗜睡症（Idiopathic hypersomnia，IH）是一种神经系统疾病，其主要特征是过度睡眠和白天过度嗜睡（EDS），也称特发性过度睡眠。特发性嗜睡症由Bedrich Roth于1976年首次描述，可分为两种形式：多症状型（存在每天睡眠醉酒类型，每天睡眠醉酒有别于偶发性睡眠醉酒，是一个很显著、很罕见的特征。散发性睡眠醉酒在任何健康人群中可时不时地发生于睡眠不足后、处于陌生环境睡眠后、服用镇静剂睡眠后、服用催眠药睡眠后或引用酒精睡眠后）和单症状型（非每日睡眠后醉酒类型）。特发性嗜睡症是一种慢性中枢性嗜睡疾病，根据“中国睡眠研究会”发布的“日间过度思睡临床诊断和治疗专家共识”，其患病率为0.02‰~0.05‰，平均起病年龄为17岁，男女患病率近似，病理生理机制尚不清楚。

## 体征和症状
IH患者有共同的症状，包括白天过度嗜睡、睡眠惰性、脑雾和睡眠时间过长。  
- 白天过度嗜睡（EDS），其特征是全天持续嗜睡，并且通常普遍缺乏精力，即使在明显充足甚至长时间夜间睡眠后的白天也是如此。患有白天过度嗜睡的人容易反复小睡，并且在开车、工作、吃饭或与他人交谈时有强烈的睡眠冲动。[10]
- 睡眠惰性（也称为睡眠醉酒），其特征是醒来极其困难，并且无法控制地想要重新入睡。[10]
- 意识模糊，表现为注意力不集中、思维过程异常、理解异常和语言异常。这些症状可能会影响感知、记忆、学习、执行功能、语言能力等。受影响的人可能会抱怨健忘、混乱或无法清晰地思考。[11]
- 睡眠过多（24小时内睡眠时间超过9小时），醒来后没有感觉神清气爽。白天小睡可能长达几小时，并且也不能让人感觉到精神焕发。[10]

## 原因
与猝倒型发作性睡病（下丘脑食欲素分泌不足）不同，IH病因基本上未知。近年来，研究人员发现了一些与IH相关的异常，可能有助于明确其病因。
在实验动物中，去甲肾上腺素能神经元被破坏会导致嗜睡症，而肾上腺素能神经元的损伤也已被证明会导致嗜睡症。IH有可能与去甲肾上腺素系统功能障碍和脑脊液(CSF)组胺水平下降有关。
研究人员还发现，一部分中枢性嗜睡症患者，对GABA（大脑中负责镇静的主要化学物质）存在异常的高敏感性。他们在患者脑脊液中发现了一种少量（500至3000道尔顿）天然存在的生物活性物质（很可能是一种肽，它对胰蛋白酶敏感）。尽管这种物质的化学结构需要进一步鉴定，但它目前被称为“催眠剂”，因为它已被证明能引起GABA A受体的过度反应，从而导致镇静或嗜睡增加。实质上，这些患者就好像长期服用苯二氮卓类药物（通过GABA系统起作用的药物），如Versed或Xanax，即使他们实际并没有服用这些药物。